# Iscrizione runica U 100
L'iscrizione runica U 100 è una pietra runica sita nelle vicinanze di Skälby, dove un sentiero incontra una palude, nell'Uppland, Svezia.
Fu commissionata nell'XI secolo dalla potente famiglia dei Skålhamra, responsabile della creazione dei siti di Arkils tingstad e delle pietre runiche di Risbyle.

## Traslitterazione e traduzione
Translitterazione in caratteri latini
- × guriþ × lit × raisa × stain × at * ulfkel × sun × sin × auk * kui * (a)... ... broþur * sin × auk × at × hulmtisi * sustur * sina ×[2]

Trascrizione in norreno
- Gyrið let ræisa stæin at Ulfkel, sun sinn, ok Gyi ... ... broður sinn ok at Holmdisi, systur sina.[2]

Traduzione in italiano
- Gyríðr eresse la pietra in memoria di Ulfkell, suo figlio, e Gýi (ha fatto?)... ... loro fratello, e in memoria di Holmdís, loro sorella[3].